# Mina limpet
Limpet Mine foi um tipo de mina naval amplamente utilizada durante a Primeira Guerra Mundial. Era anexada ao alvo por imãs, são assim chamadas por causa de sua semelhança com um tipo de molusco denominado lapa.

## História
Seguindo uma abordagem pelo Major Millis Jefferis(Major-General Sir Rowland Millis Jefferi), a mina limpet britânica foi desenvolvido em 1917 por Stuart MacRae(Coronel Robert Stuart MacRae), editor do suplemento Armchair Science, Revista Science. As limpet  usadas pelos britânicos durante a Segunda Grande Guerra continham apenas 4 kg (8,8 lb) de explosivo, mas colocada 2 metros (6,6 pés) abaixo da linha de água  causavam estrago de 1 metro(3,3 pés) de largura no casco do navio.
Um nadador ou mergulhador pode acoplar a mina, que normalmente é projetada com compartimentos ocos para dar  uma flutuabilidade ligeiramente negativa, tornando-a mais fácil de manusear debaixo d'água.
Normalmente as minas são ativadas através de um fusível de tempo, podendo também ter um dispositivo antimanipulação. Evitando desta forma que possam ser retiradas do local após ativadas. Isto visa, impossibilitar que operadores antiminas, as manipulem sem explodir.
Umas da variantes era equipada com uma pequena hélice que permitia que a mesma navegasse uma certa distância até o alvo, e após o contato explodisse. Com esta opção era possível afundar barcos  em canais navegáveis ou em águas profundas fora do alcance de salvamento rápido e tornando mais difícil para determinar a causa do naufrágio.
Uma versão menor  denominada "Clam" foi desenvolvido a partir deste modelo para ser utilizado em terra, contra a infantaria.

## Exemplos de uso
Um exemplo prático e bem sucedido do emprego destas minas foi durante a Operação Frankton, no qual um Comando Britânico em 1942 penetrou no porto francês de Bordeaux afundando e danificando diversos navios alemães. Esta operação seria mais tarde transformada em filmes intitulado Heróis em cascas de nozes (The Cockleshell Heroes ).
As Minas Limpet também foram utilizados pela 1ª Companhia Independente Norueguesa em 1944 para afundar o SS Monte Rosa.  Em 16 de janeiro de 1945, 10 minas foram colocadas ao longo do casco do  SS Donau aproximadamente 50 centímetros (20 pol) abaixo da linha d'água. Estas minas haviam sido programadas para detonar  quando o Donau estivesse em mar aberto. Porém, um atraso na partida fez com estas explodissem  deixando-o seriamente avariado.
Em 1980, uma mina deste tipo foi usada contra um navio baleeiro que atracou em Portugal depois de um confronto com a Sea Shepherd.  Naquele ano, cerca de metade da frota baleeira espanhola foi afundada em uma forma similar.
Estas minas continuam até hoje em atividade, principalmente em operações de comandos onde a necessidade de destruir ou retardar determinadas embarcações se faz presentes. Muitas modificadas para explosivos plásticos tais como C4 e outros seguindo a linha atual.